# Hyperborea
Hyperborea é o 13º álbum de estúdio do grupo alemão de música eletrônica Tangerine Dream.
Ao ser lançado, passou duas semanas na UK Albums Chart, chegando na posição número 45. 
Seu título refere-se à Hiperbórea, uma terra da mitologia grega, supostamente localizada muito ao norte da Trácia e onde o sol brilharia sem cessar, num dia eterno.

## Faixas (edição de 1983)
| N.º | Título             | Duração |  |
| 1.  | "No Man's Land"    | 9:03    |  |
| 2.  | "Hyperborea"       | 8:31    |  |
| 3.  | "Cinnamon Road"    | 3:54    |  |
| 4.  | "Sphinx Lightning" | 19:56   |  |

## Faixas (edição deluxe de 2020)
| N.º | Título                               | Duração |  |
| 1.  | "No Man's Land"                      | 9:03    |  |
| 2.  | "Hyperborea"                         | 8:31    |  |
| 3.  | "Cinnamon Road"                      | 3:54    |  |
| 4.  | "Sphinx Lightning"                   | 19:56   |  |
| 5.  | "The Dream is Always the Same"       | 3:43    |  |
| 6.  | "No Future (Get Off the Babysitter)" | 2:01    |  |
| 7.  | "Guido the Killer Pimp"              | 4:19    |  |
| 8.  | "Lana"                               | 3:53    |  |
| 9.  | "Love on a Real Train"               | 3:59    |  |

## Pessoal
- Edgar Froese
- Christopher Franke
- Johannes Schmoelling